# Radoslav
Radoslav je mužské křestní jméno slovanského původu. Jeho původ je obvykle odvozován od staroslovanského slovesa radět – „starat se“.
Podle českého kalendáře má svátek 6. května.

## Statistické údaje
Následující tabulka uvádí četnost jména v ČR a pořadí mezi mužskými jmény ve srovnání dvou roků, pro které jsou dostupné údaje MV ČR – lze z ní tedy vysledovat trend v užívání tohoto jména:
| Rok       | Četnost   | Pořadí      |
| 1999      | 2957      | 103.        |
| 2002      | 2926      | 103.        |
| Porovnání | o 31 méně | žádná změna |
| 2006      | 3093      | 112.        |

Změna procentního zastoupení tohoto jména mezi žijícími muži v ČR (tj. procentní změna se započítáním celkového úbytku mužů v ČR za sledované tři roky 1999-2002) je -0,3%.

## Známí nositelé jména
- Radoslav Látal – český fotbalista
- Radoslav Kováč – český fotbalista
- Radoslav Zabavník – slovenský fotbalista
- Radoslav Židek – slovenský snowboardista, olympijský vítěz
- Radoslav Brzobohatý – český herec, majitel divadla